# Bellbrook
Bellbrook és una ciutat dels Estats Units a l'estat d'Ohio. Segons el cens del 2000 tenia 7.009 habitants.

## Demografia
Segons el cens del 2000, Bellbrook tenia 7.009 habitants, 2.222 habitatges, i 2.022 famílies. La densitat de població era de 867,4 habitants/km².
Dels 2.222 habitatges en un 39,8% hi vivien nens de menys de 18 anys, en un 68% hi vivien parelles casades, en un 7% dones solteres, i en un 22,1% no eren unitats familiars. En el 18,8% dels habitatges hi vivien persones soles el 5,9% de les quals corresponia a persones de 65 anys o més que vivien soles. El nombre mitjà de persones vivint en cada habitatge era de 2,7 i el nombre mitjà de persones que vivien en cada família era de 3,11.
Per edats la població es repartia de la següent manera: un 28% tenia menys de 18 anys, un 6,6% entre 18 i 24, un 31,4% entre 25 i 44, un 24,7% de 45 a 60 i un 9,2% 65 anys o més.
L'edat mediana era de 37 anys. Per cada 100 dones de 18 o més anys hi havia 95,9 homes.
La renda mediana per habitatge era de 62.794 $ i la renda mediana per família de 69.770 $. Els homes tenien una renda mediana de 51.311 $ mentre que les dones 35.184 $. La renda per capita de la població era de 26.183 $. Aproximadament l'1,7% de les famílies i el 2,3% de la població estaven per davall del llindar de pobresa.

## Poblacions properes
El següent diagrama mostra les poblacions més properes.